# Carl Nicholas Reeves
Carl Nicholas Reeves (28 de setembro de 1956) é um egiptólogo, pesquisador e professor universitário britânico. 
É formado em história pela University College London e doutor em egiptologia pela Universidade de Durham. Defende a teoria de que a tumba do faraó Tutancâmon teria sido construída, inicialmente, para a rainha Nefertiti.

## Biografia
Nicholas nasceu em 1956. É filho único do fotógrafo Arthur Raymond Reeves e Elizabeth Reeves. Começou seus estudos em 1975 na University College London, formando-se em 1978 com bacharelado em História Antiga. Ele se mudou para realizar pesquisas na Universidade de Durham e obteve seu doutorado (com uma pesquisa de tumbas saqueadas no Vale dos Reis) em Egiptologia no ano de 1984.
Ele é atualmente: curador do Departamento Egípcio e de Arte Clássica no The Myers Museum, no Eton College; diretor de coleções no The Denys Eyre Bower Bequest; e diretor do Valley of the Kings Foundation. Ele é também membro honorário do Museu Oriental da Universidade de Durham. Reeves também é membro da Society of Antiquaries, em Londres, e diretor do Amarna Royal Tombs Project. Ele já trabalhou no Departamento de Antiguidades Egípcias do Museu Britânico e como consultor para o Freud Museum, em Londres.

## Controvérsias
Em 2002, Reeves foi suspenso das escavações no Egito sob acusação de participar em contrabando de antiguidades. Entretanto, em audiência com o Conselho Supremo de Antiguidades em 7 de agosto de 2005, seu nome foi oficialmente livrado de qualquer delito depois de 3 anos de investigação.
Em 2006, quando a descoberta da tumba KV63 pela equipe de Otto Schaden, da Universidade de Memphis, tornou-se mundialmente conhecida, Nicholas Reeves reclamou que a sua equipe "tinha localizado primeiro a tumba durante uma concessão para nossa escavação em 2000 (...) e os norte-americanos pegaram copias dos dados de nosso radar em meados de 2005 tão logo nós soubemos de suas falhas na tumba.". Reeves afirmou que sua equipe não pôde escavar a tumba naquela época porque "tais instalações são muito raras e preservam potencialmente um único dado. Nossa estratégia não era descobrir logo a tumba mas fazer um trabalho sistemático.". Ele disse isso referindo-se a escombros de uma barraca de descanso de construtores de tumbas que havia sobre a tumba. O objetivo de Reeves era estudar primeiro esses escombros, retirar o máximo de informações e só depois partir para a escavação da tumba.

## Nova tumba
Em 28 de julho de 2006, Reeves publicou em seu website detalhes da investigação do radar de outra possível tumba no Vale dos Reis. Reeves acredita que a KV63 é apenas um sinal apontando a descoberta de uma outra tumba muito mais significante e lembra que a uma das maiores descobertas feita no vale, a KV62, foi realizada após a descoberta de uma tumba menor, a KV54, quando ninguém mais acreditava que poderiam existir outras tumbas no vale. Seus objetivos com essa publicação são três: evitar que aconteça de novo o que ocorreu com a descoberta da KV63, isto é, deixar claro que ele e sua equipe já estão investigando a tumba; impedir que alguma outra escavação próxima a esta possível tumba a comprometa; e fazer com que as futuras escavações sejam mais cuidadosas para conservar o máximo de informação, diferentemente da qualidade aceita hoje em dia no Vale.

## Publicações
Algumas das mais famosas publicações de Reeves são:
- Valley of the Kings: The Decline of a Royal Necropolis
- The Complete Tutankhamun
- Howard Carter: Before Tutankhamun, com John H. Taylor
- The Complete Valley of the Kings, em co-autoria Richard H. Wilkinson
- Ancient Egypt: The Great Discoveries
- Akhenaten: Egypt's False Prophet
- Into the Mummy's Tomb: The real-life discovery of Tutankhamun's Treasures, livro infantil em co-autoria